# Makkarasaari (ö i Södra Savolax, S:t Michel, lat 61,56, long 27,51)
Makkarasaari är en ö i Finland. Den ligger i sjön Paljavesi och i kommunen Sankt Michel i den ekonomiska regionen  S:t Michel och landskapet Södra Savolax, i den södra delen av landet, 210 km nordost om huvudstaden Helsingfors. Öns area är 0,3 hektar och dess största längd är 70 meter i öst-västlig riktning.